# Björtjärnen (Malungs socken, Dalarna)
Björtjärnen är en sjö i Malung-Sälens kommun i Dalarna och ingår i Göta älvs huvudavrinningsområde. Sjön har en area på 0,138 kvadratkilometer och ligger 360,6 meter över havet. Vid provfiske har abborre fångats i sjön.

## Delavrinningsområde
Björtjärnen ingår i det delavrinningsområde (670952-138518) som SMHI kallar för Inloppet i Väst-Kvien. Medelhöjden är 410 meter över havet och ytan är 19,94 kvadratkilometer. Räknas de 9 avrinningsområdena uppströms in blir den ackumulerade arean 171,23 kvadratkilometer. Årosälven (Uvan) som avvattnar avrinningsområdet har biflödesordning 2, vilket innebär att vattnet flödar genom totalt 2 vattendrag innan det når havet efter 409 kilometer. Avrinningsområdet består mestadels av skog (78 procent) och sankmarker (18 procent). Avrinningsområdet har 0,14 kvadratkilometer vattenytor vilket ger det en sjöprocent på 0,7 procent.